# タロス (恐竜)
タロス（Talos）は、ユタ州カイパロウィッツ累層、後期白亜紀カンパニアンの地層から発見されているトロオドン類の獣脚類に属する恐竜の属の一つ。模式種 T. sampsoni のみが知られる。

## 発見

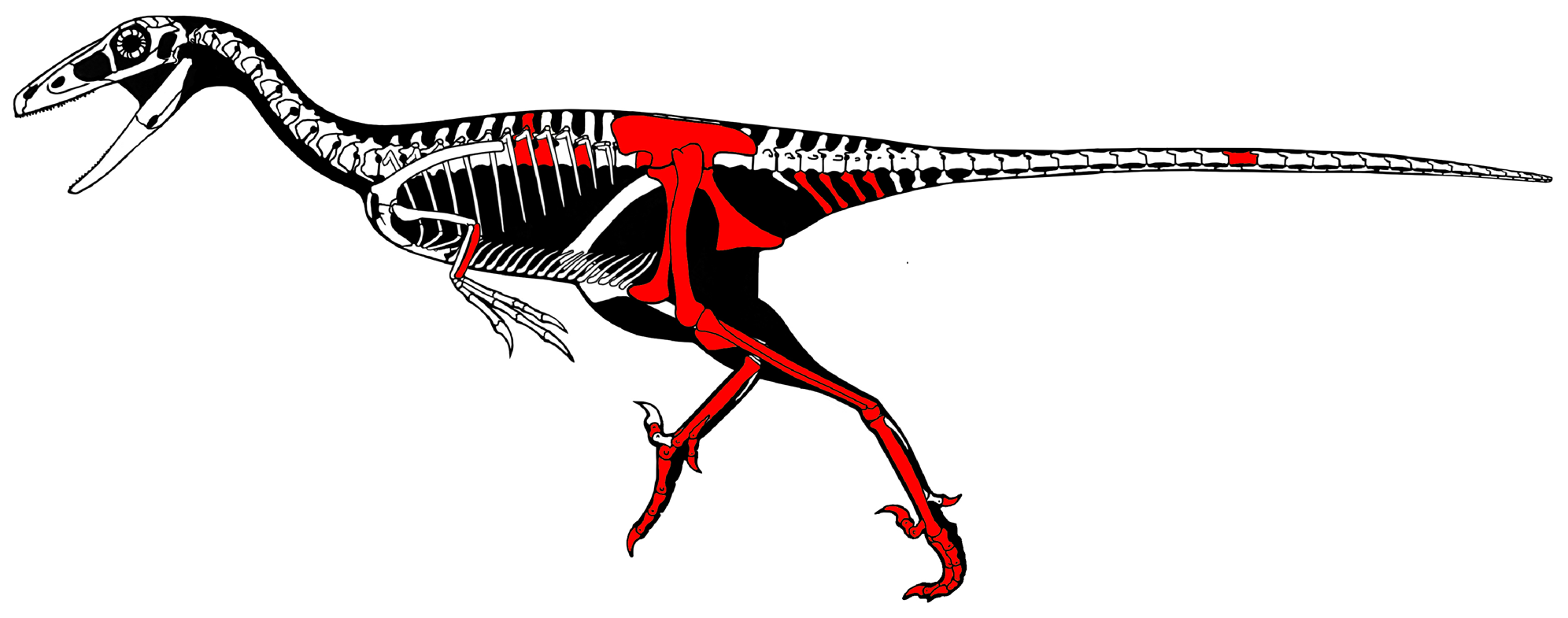
スコット・ハーマンによる骨格復元図。赤色で示されているのは知られている部分

タロスはホロタイプ UMNH VP 19479 のみによって知られる。これは亜成体の部分的な体骨格である。後肢要素、骨盤、脊椎の断片、血道弓、そして左の尺骨で構成される。2008年にネル Knell によってユタ大学のカイパロウィッツ・プロジェクトの一環で、グランド・ステアーケースエスカランテ国立記念公園で発見・発掘された。記載は2011年にザノらによってなされた。模式種はタロス・サンプソニ Talos sampsoni。属名はギリシャ神話に登場する動く巨大な銅像のタロースと英語のtalon（鉤爪）をかけたシャレである。種小名はスコット・サンプソンへの献名。サンプソンはカイパロウィッツで調査と化石採集をしているテレビタレント古生物学者である。

## 説明

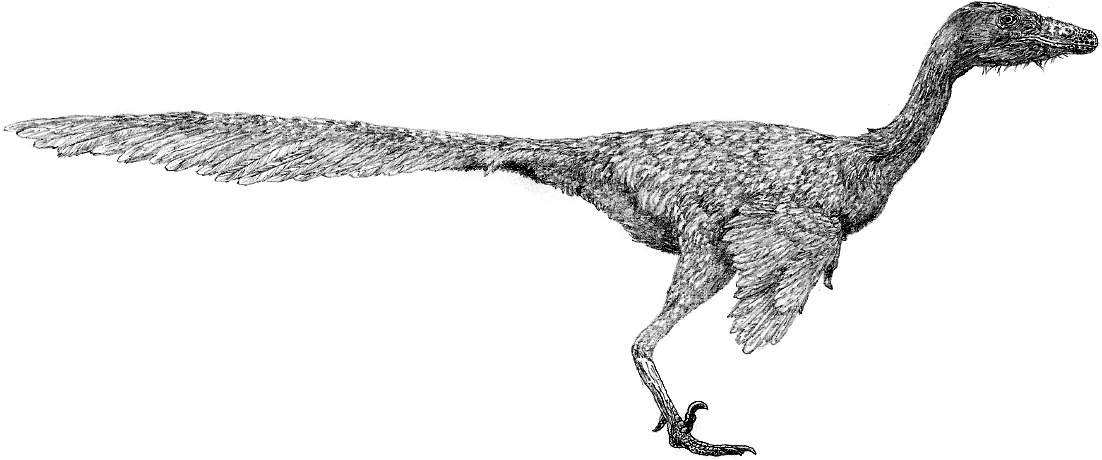
生体復原図

タロスは鳥に非常に近縁なグループであるマニラプトル類のトロオドン類である。全てのトロオドン類の頭骨はたくさんのユニークな特徴があり、下顎骨にぎっしりと生えた歯、無数の歯などが含まれる。トロオドン類はヴェロキラプトルのようなシックルクロー（鎌状の鉤爪）を備え、鳥類を除けば最高の脳化指数の持ち主である。これは、彼らが鋭い感覚をもったハンターだったことを示す。タロスは全長約2ｍ、体重38kgと推定される。タロスの標本のシックルクローは破損しているが、生前に獲物を攻撃する際に負った怪我によるものである可能性があると言われている。
2011年、タロスはトロオドン科として記載された。同じクレードにはビロノサウルス、サウロルニトイデス、ザナバザル、トロオドンが含まれる。